# Dóra József
Dóra József (Budapest, 1941. május 7. –) többszörös magyar bajnok műugró.

## Pályafutása
Előbb az Újpesti Torna Egylet (UTE) – ami az 1950-es névváltoztatás után Új Dózsa néven futott tovább –, majd az Orvostudományi Egyetem Sport Club (OSC) színeiben sportolt. 19 évesen részt vett az 1960-as római olimpiai játékokon, ahol rajthoz állt mind a műugrás, mind pedig a toronyugrás versenyszámában. Az előzőben 30., míg utóbbiban a 23. helyen végzett. Négy évvel később, Tokióban csak toronyugrásban indult, és végül a 30 fős mezőnyben a 21. helyet sikerült megszereznie. 1960 és 1968 között hat bajnoki címet szerzett toronyugrásban. Visszavonulását követően az OSC örökös bajnoka.